# 長城三公主
长城三公主，是50-60年代香港对两家左倾国语制片公司，凤凰影业和长城电影制片有限公司三位当家女明星的并称。
大公主指的是夏梦，她是三位女星中最早加入长城，也是最具有号召力的，电影处女作是《禁婚记》。
二公主指的是石慧，1952年在泰山公司主演了处女作《淑女图》后加盟长城，同时也是一位花腔女高音。夫婿是长城著名男演员傅奇，女兒傅明憲曾是演員。
三公主指的是陈思思，1955年加盟长城，并于1956年参与《鸣凤》的演出，同年主演《红灯笼》。曾是凤凰当家小生高远的妻子。